# Conflictbemiddeling
Conflictbemiddeling of mediatie is een interventie van een bemiddelaar om twee of meer personen, partijen of groepen die een geschil hebben met elkaar in gesprek te brengen teneinde onderling tot een oplossing te komen. Bemiddeling is vooral nuttig als de communicatie verstoord is, als rechtstreekse onderhandeling tussen de partijen belemmerd wordt door een wederzijds gebrek aan vertrouwen, of als er sprake is van een escalatie. Bemiddeling kan zelfs werken als een van beide partijen zo kwaad of beledigd is, dat hij weigert nog langer met de andere partij te praten.
Bemiddeling het gezamenlijk door partijen zelf oplossen van een geschil is met behulp van een onafhankelijke derde, de bemiddelaar. De benaming bemiddelaar wordt ook wel gebruikt voor iemand die aanbieders en vragers van bepaalde producten of diensten bij elkaar brengt - zie makelaar.
Het doel van conflictbemiddeling is een oplossing tot stand te laten komen waarin beide partijen zich kunnen vinden en die in hun belangen op aanvaardbare wijze tegemoetkomt. De bemiddelaar helpt partijen om met hun standpunten naar een gezamenlijke oplossing te werken. Deze oplossing kan door middel van een notariële acte rechtskracht verkrijgen.

## Verschil tussen bemiddelaar en mediator
Van belang is dat in Nederland onderscheid wordt gemaakt tussen het werk van de bemiddelaar en dat van de mediator: de mediator blijft bewust inhoudelijk op afstand (lijdelijk) en laat daarmee de conflictpartijen hun geschil zèlf oplossen. Terwijl de bemiddelaar actief en op inhoudsniveau bij de partijen onderzoekt waar de belangen liggen, waar ze botsen en waar de pijn zit, om vervolgens zelf met een inhoudelijk oplossingsvoorstel te komen waartegen partijen ja of nee kunnen zeggen. In vakjargon: de mediator heeft slechts de procesregie in handen, de bemiddelaar heeft ook een groot deel van inhoudelijke regie in handen. Van deze laatste werkwijze is een goed voorbeeld de bemiddeling van Max Rood tijdens de taxioorlog in Amsterdam (2000).

### Verschillende stijlen van mediation
Met de sterke toename van het gebruik van mediation en van het aantal mediators heeft zich ook een verscheidenheid in mediationstijlen ontwikkeld, waarin grofweg een driedeling te herkennen valt:
- evaluerende mediation: de mediator houdt zich actief met de inhoud van het geschil bezig en evalueert ook de gevonden uitkomsten. Deze mediator neemt regie op inhoud en proces. Vergelijkbaar met de eerder genoemde bemiddelaar.
- faciliterende mediation: de mediator houdt afstand van de inhoud en stuurt wel nadrukkelijk in het proces. Deze mediator neemt geen inhoudelijke regie en wel procesregie. Door die sturing heeft de mediator wel een zekere invloed op de uitkomst van de mediation.
- transformatieve mediation: de mediator neemt geen inhoudelijke regie en geen procesregie. Het conflict wordt benaderd als een crisis in de communicatie. Doel van deze mediation is een negatieve en destructieve interactie te transformeren tot een positieve en opbouwende interactie. Vanuit deze getransformeerde interactie komt een uitkomst die volledig door betrokkenen zelf wordt gedragen.
- narratieve mediation: het gaat hier om de verhalen die partijen vertellen over hoe volgens hun de werkelijkheid is. Bij narratieve mediation dient er samen een nieuw alternatief verhaal geconstrueerd te worden: een conflictvrij verhaal.

## Bruikbaarheid van bemiddeling
Bemiddeling is alleen mogelijk als aan de volgende punten voldaan wordt:
- Twee of meer partijen hebben een geschil dat ze niet (meer) zelf kunnen oplossen.
- De communicatie tussen de partijen is - soms ernstig - verstoord, zodat een gesprek onmogelijk is geworden.
- Geen van de partijen is in staat om zijn eigen wens zonder de andere partij te realiseren, ook niet met behulp van een externe autoriteit.
- Partijen zijn in principe bereid om afspraken te maken met de andere partij. (Als een partij de totale onderwerping of vernietiging van de andere partij wenst en niet met minder genoegen neemt, heeft bemiddeling geen zin.).
- Er is een bemiddelaar beschikbaar die voor beide partijen aanvaardbaar is.
- Partijen willen hun conflict niet in de openbaarheid (voor de rechter) brengen

## Welke soort geschillen
Bemiddeling wordt wel gebruikt in de volgende soorten geschillen:
- gewapende conflicten en oorlogen (bijvoorbeeld ten behoeve van de Camp David-akkoorden)
- andere geschillen tussen staten, bijvoorbeeld een handelsconflict
- gijzelingsacties
- samenwerkingsconflicten (collega's of maatschap)
- conflicten tussen werkgevers en werknemers
- conflicten tussen werkgevers en vakbonden
- conflicten tussen leveranciers en afnemers
- andere zakelijke geschillen
- conflicten met overheidsinstanties
- burenruzies, buurtproblemen (buurtbemiddeling)
- conflicten tussen vrienden, collega's of kennissen
- familieconflicten, echtscheiding of relationele conflicten, omgangsregelingen, erfenissen
- conflicten in kerkelijke of levensbeschouwelijke gemeenschappen

## Werking
Bij conflictbemiddeling bemiddelt een onafhankelijke derde tussen de partijen, die op inhoudsniveau eigen baas blijven in het conflict. De bemiddelaar helpt de partijen om een voor alle partijen aanvaardbare oplossing te vinden, door de (veelal verstoorde) communicatie tussen de partijen weer op gang te brengen en hen andere invalshoeken te bieden bij het zoeken naar die oplossing. De partijen zijn ten principale zelf verantwoordelijk voor het eindresultaat.
Het bemiddelingsproces bestaat er uit dat de bemiddelaar samen met beide partijen en soms afwisselend met partijen praat (de caucus).
De bemiddelaar zal:
- Een gespreksstructuur aanbrengen en de procedure bewaken.
- Machtsverschillen zo veel mogelijk egaliseren.
- Alle partijen aan het woord laten, waarbij spreektijd gelijk wordt verdeeld, om zo de uninterrupted stories van de partijen tot stand te laten komen.
- Informatie (laten) verzamelen over de feiten, de standpunten en belangen van de partijen en de achtergronden: wat willen ze uiteindelijk bereiken; waar zijn ze boos over; wat zullen ze nooit toegeven en waar zijn ze bereid tot concessies.
- Begrip proberen te kweken voor de visie van de ander.
- Trachten een oplossingsgericht onderhandelingsgesprek op gang te brengen door de ernstigste verstoringen in de communicatie te (laten) herstellen.
- Voorstellen en reacties daarop faciliteren tussen de partijen (opties genereren).
- Helpen om de bereikte oplossingen netjes af te wikkelen en vast te leggen in een vaststellingsovereenkomst.

Volgens de Mediatorsfederatie Nederland (MfN) is circa 25% van de bemiddelingen binnen vijf uur gesprekstijd afgerond, en circa 35% tussen de vijf en tien uur. Bemiddeling leidt niet altijd tot een oplossing die voor alle partijen aanvaardbaar is. De gang naar een arbiter of rechter kan dan alsnog gemaakt worden voor de punten waarover geen overeenstemming is bereikt.

## Voordelen
Enkele voordelen van conflictbemiddeling zijn:
- Conflictbemiddeling is een informele procedure.
- Conflictbemiddeling is een besloten, vertrouwelijke procedure (geen vuile was naar buiten).
- Conflictbemiddeling is een snelle en (relatief) goedkope procedure (in vergelijking tot arbitrage of rechtspraak).
- Partijen hebben een actieve rol en bedenken zelf oplossingen.
- Communicatiestoornissen worden (bij een geslaagde bemiddeling) weggenomen.
- Er treedt geen onnodige verdere beschadiging van relaties op.
- Er is ruimte voor creatieve oplossingen die gericht zijn op de belangen van alle partijen.
- Er wordt (bij een geslaagde conflictbemiddeling) een gezamenlijke oplossing geformuleerd. Dit geeft een hoge acceptatiegraad en win-win-resultaat.

Het kan heel vruchtbaar zijn om nieuwe invalshoeken voor het geschil te vinden. Er kunnen bijvoorbeeld toezeggingen worden voorgesteld op punten die de andere partij niet geëist had, om op andere terreinen toezeggingen terug te krijgen.
De houdbaarheid van de oplossing is groot, omdat partijen alleen instemmen met de oplossing die hun allemaal voordeel biedt. Het is daarom gevaarlijk voor een bemiddelaar om te proberen een compromis bij een van de partijen te forceren, omdat er dan een grote kans is, dat die partij later weer terugkomt op zijn toezeggingen.

## Nadelen

### Beperkt kader
Conflictbemiddeling is niet geschikt om onvolkomenheden in het juridische systeem op te lossen. Bemiddelaars kunnen uitsluitend opereren binnen de grenzen van het voor partijen haalbare.
Een illustratie: in januari 2005 beweert de voorzitter van de (Nederlandse) Vereniging van Familierechtadvocaten en Scheidingsbemiddelaars (VFAS) in de Volkskrant dat vaderactivisten beter geen actie kunnen voeren maar nauwkeuriger naar zichzelf moeten kijken en moeten leren effectief te communiceren. Tevens stelt hij dat er niets mis zou zijn met de praktijk of de theorie van het familierecht.
Als het nu waar is wat deze activisten stellen (disfunctioneren van het systeem), zal het risico bestaan dat het disfunctioneren door de opstelling van de scheidingsbemiddelaars wordt versterkt. Bemiddeling kan dan een inpassingsproces zijn waarbij de fouten van familierechtinstituties worden opgedrongen aan een van de te bemiddelen partijen.
Dit geldt overigens ook voor reguliere rechtspraak en arbitrage: het komt zelden voor dat een rechter tegen bestaande wetgeving en jurisprudentie ingaat. Onvolkomenheden in het juridisch systeem vereisen derhalve andere oplossingen dan conflictbemiddeling, wetswijzigingen bijvoorbeeld.

### Schending van de vertrouwelijkheid
Een nadeel van conflictbemiddeling kan het risico zijn dat de door de deelnemers contractueel overeengekomen vertrouwelijkheid van de informatie die tijdens een conflictbemiddeling tevoorschijn komt wordt geschonden.
Ter illustratie: Twee artsen in een maatschap hebben een conflict en leggen dit aan een mediator voor. Tijdens de conflictbemiddeling komt allerlei informatie over een arts tevoorschijn, die in een civiel proces in zijn nadeel kan werken. De andere arts loopt na een aantal sessies weg en begint een civiele procedure. Deze wint hij door het gebruiken van de informatie die in de conflictbemiddeling door zijn tegenpartij te goeder trouw op tafel was gelegd in de hoop een oplossing te bewerkstelligen.
Een beroep op het leerstuk van onrechtmatig verkregen bewijs bij schending van vertrouwelijkheid wordt afgewezen. Het beginsel dat alles dat tijdens de conflictbemiddeling is gezegd onder vertrouwelijkheid valt kán door de rechter worden genegeerd, zelfs als er sprake is van een contract waarin de vertrouwelijkheid expliciet wordt vastgelegd. Mediators hebben geen in de wet vastgelegd verschoningsrecht. Het enige dat een partij, óf een mediator, kan doen ter zitting is luid en duidelijk protesteren tegen de ingebrachte informatie en de rechter verzoeken de informatie niet te ontvangen. Van dit protest en dit verzoek moet een helder proces-verbaal worden geëist.
Mediators zijn niet gehouden zich actief in te spannen om de vertrouwelijkheid (als die door partijen geschonden zou worden) te handhaven.
In theorie is het mogelijk een partij die de vertrouwelijkheid schendt civiel voor de rechter te dagen wegens wanprestatie. Dit heeft alleen zin als er daadwerkelijke schade valt aan te tonen.

## Rol van de bemiddelaar
Essentieel is het vertrouwen en de geheimhoudingsplicht. Dit betekent dat alles wat tijdens een bemiddelingssessie wordt besproken, niet naar buiten gebracht mag worden.
De partijen moeten erop kunnen vertrouwen dat de bemiddelaar niet de ene of de andere partij voortrekt. Neutraliteit betekent niet altijd dat de mediator volledig neutraal is. Uitgangspunt is dat de mediator over een geheel traject door beide partijen als onpartijdig en objectief wordt waargenomen.
Ook moeten de partijen erop kunnen vertrouwen dat de bemiddelaar eerlijk is en zich aan zijn toezeggingen houdt, bijvoorbeeld ten aanzien van de geheimhouding (deze geldt dus ook voor de partijen). Een andere belangrijke rol is dat de mediator er op toeziet dat er geen misbruik kan worden gemaakt van een machtsongelijkheid. Wanneer een van de partijen onmachtig is om op adequate wijze op te komen voor zijn of haar belang(en), kan de mediator stoppen of partijen daarop wijzen. Wanneer de mediator vindt dat partijen zich aanvullend moeten laten informeren alvorens akkoord te gaan met een voorstel, dan zal hij/zij een partij daarop wijzen (informed consent).
Een bemiddelaar moet goed kunnen communiceren en inzicht hebben in menselijke motieven en emoties en in de cultuur van de betrokken partijen. Verder moet de bemiddelaar onder spanning rustig kunnen blijven.
Het is een groot voordeel als een bemiddelaar een groot moreel gezag heeft dat gebruikt worden om de partijen te overreden zich neer te leggen bij een compromisvoorstel. Daarom worden geestelijk leiders soms gevraagd om te bemiddelen.

## Andere vormen
In andere vormen van conflictoplossing (arbitrage of rechtspraak) wordt door een derde (respectievelijk de arbiter of de rechter) een oplossing voorgeschreven. Zij staan boven de partijen, terwijl de mediator tussen de partijen staat. Wel bestaat er een vorm waarbij afgesproken wordt dat de mediator een beslissing kan nemen. Deze vorm heet MedArb.

## Kaders

### Nederland
Waar conflictbemiddeling in eerste instantie met name in de familierechtelijke sfeer werd toegepast, bijvoorbeeld bij echtscheidingen, wordt de toepassing steeds breder. Zo is de Afdeling bestuursrechtspraak van de Raad van State per 1 februari 2004 begonnen met een experiment om conflictbemiddeling toe te passen bij milieuzaken. Het project moet uitwijzen of deze manier van geschilbeslechting een volwaardige rol kan spelen naast bestuursrechtelijke procedures. Ook bij de belastingdienst en bij UWV wordt soms conflictbemiddeling ingezet. Achterliggend doel is om conflicten op een bevredigende(r) manier op te lossen. Hiermee wordt conflictbemiddeling steeds meer een serieus alternatief voor de traditionele manieren van conflictoplossing. De provincie Overijssel biedt conflictbemiddeling aan bij bezwaar- en klachtenprocedures. Ook op scholen, zowel in het basisonderwijs als in het voortgezet onderwijs, experimenteert men met deze vorm van bemiddeling.
Op 20 april 2004 stuurde minister Donner van Justitie een brief naar de Tweede Kamer waarin hij een aantal maatregelen aankondigde om conflictbemiddeling te bevorderen als alternatief voor rechtspraak. Op 14 september 2004 heeft minister Donner de vragen over deze brief beantwoord. Met ingang van april 2005 zijn geleidelijk bemiddelingsvoorzieningen opgezet bij de Rechtspraak en het Juridisch Loket. Bij alle vestigingen van het Juridisch Loket, de rechtbanken en de gerechtshoven in Nederland bestaat nu de mogelijkheid om te worden doorverwezen naar een mediator. Voor minder draagkrachtigen is het mogelijk van de Raden voor Rechtsbijstand een toevoeging te krijgen voor conflictbemiddeling, waardoor men alleen een beperkte eigen bijdrage hoeft te betalen.
In het regeerakkoord van 2017 is vastgelegd dat de regering meer aandacht zal besteden aan mogelijkheden voor niet-juridische bemiddeling bij geschillen. Er wordt bezien of conflictbemiddeling op verschillende gebieden kan worden uitgebreid en er komt ruimte voor experimenten.

### België

#### Bemiddeling in burgerlijke zaken
In februari 2005 werd het Gerechtelijk Wetboek aangevuld met Hoofdstuk 7: Bemiddeling.
Hierdoor werd aan bemiddeling een wettelijk kader verschaft. De mogelijkheid om beroep te doen op een bemiddelaar/mediator werd uitgebreid van familiale aangelegenheden tot burgerlijke en handelszaken en sociale zaken.
Elk conflict, dat voor een dading (overeenkomst tussen partijen) vatbaar is kan dus voorwerp zijn van een bemiddeling/conflictbemiddeling.
Bemiddeling kan gebruikt worden als alternatief voor een gerechtelijke procedure (de vrijwillige bemiddeling), maar ook tijdens een procedure op verwijzing door de rechter of op vraag van een van of van beide partijen.
Zolang de partijen bemiddelen wordt (in geval van)de gerechtelijke procedure stopgezet en stoppen de verjaringstermijnen. Zodra de bemiddeling is beëindigd of stopgezet(*) zijn partijen verplicht de rechter hiervan op de hoogte te brengen en wordt (in casu van stopzetting) de procedure hervat.
(*)Gezien bemiddeling steunt op het principe van vrijwilligheid kunnen partijen op elk ogenblik beslissen van de bemiddelingspoging stop te zetten. Indien de bemiddeling werd gevoerd onder de leiding van een erkend bemiddelaar wordt de overeengekomen oplossing vastgelegd in een overeenkomst, die automatisch door de rechter wordt gehomologeerd.
In geval van een vrijwillige bemiddeling zullen partijen de overeengekomen oplossing vastleggen in een overeenkomst en kan deze ook op vraag van de beide partijen door een rechter worden gehomologiseerd. De term erkend bemiddelaar wordt voor het ogenblik door een aantal bemiddelaars gebruikt doch gezien de, door de wet ingestelde Federale Bemiddelingscommissie nog niet klaar is met het vaststellen van de voorwaarden, is dit slecht een tijdelijke titel. Meestal wordt deze tijdelijke titel toegekend door het opleidingsinstituut waar de bemiddelaar zijn opleiding volgde, na het afleggen van een toets, of door een instantie die door de Federale Bemiddelingscommissie werd aangeduid om tijdelijke erkenningen af te leveren waaronder de Nederlandse Orde van Advocaten en de Federatie der Notarissen. De definitieve erkenningen zullen pas kunnen worden toegekend zodra de Federale Commissie klaar zal zijn met haar werk.

#### Bemiddeling in strafrechtelijke zaken
De wet van 22 juni 2005 tot invoering van bepalingen inzake de bemiddeling in de Voorafgaande Titel van het Wetboek van Strafvordering en in het Wetboek van Strafvordering vormt de wettelijke basis in België van de slachtoffer-daderbemiddeling (ook wel herstelbemiddeling genoemd). In deze vorm van bemiddeling hebben alle meerderjarige daders en slachtoffers van misdrijven het recht om een bemiddeling aan te vragen. Dit kan vanaf de eerste dag van de gerechtelijke procedure tot de laatste dag van de strafuitvoering en in alle misdrijven: van diefstallen tot levensdelicten.
Slachtoffer-daderbemiddeling loopt parallel aan de gerechtelijke afhandeling; het is dus geen alternatief voor de rechtbank. De bemiddeling biedt aan slachtoffer en dader wel de kans om met elkaar in gesprek te gaan over de feiten en gevolgen ervan, en indien ze dat wensen, te zoeken naar een oplossing en hoe er in de toekomst mee kan omgegaan worden. Zo kan er gesproken worden over het waarom van de feiten, de schadevergoeding, hoe men zal omgaan met de (latere) vrijlating van de dader, enz.
De bemiddeling is een vrijwillig proces; de bemiddeling kan dus niet opgelegd worden. De bemiddeling verloopt ook volledig vertrouwelijk. De enige uitzondering hierop is de bemiddelingsovereenkomst, een document dat door slachtoffer en dader gezamenlijk wordt opgesteld en overhandigd aan de gerechtelijke instanties, die hier rekening mee kunnen houden. Partijen kunnen er echter beslissen om dergelijke overeenkomst niet op te maken.

## Kwaliteitsbewaking
Nederlandse mediators die voldoen aan bepaalde kwaliteitseisen kunnen worden opgenomen in het register van de vereniging Mediatorsfederatie Nederland (MfN; voorheen NMI). Naast registratie bij deze stichting bestaat er een internationale erkenningsinstantie waar gediplomeerde en erkende mediators zich kunnen laten registreren, het ADR-register. Dit register voldoet aan de Europese normgeving. Met de voortgang van de standaardisering van Europese regelgeving zullen de eisen die MfN stelt op termijn ook aan deze internationale normen moeten voldoen.